# 1293
1293 (MCCXCIII) je bilo navadno leto, ki se je po julijanskem koledarju začelo na četrtek.

## Dogodki

### Mongolski imperij
- Mongolska invazija na Javo: vrhovni kan Kublajkan pošlje nad javansko kraljevino Singhasari invazijsko floto okoli 1000 ladij, 20.000-30.000 posadke in provizijami za leto dni odprave. Invazija je maščevanje za diplomatsko žalitev kralja Singhasarija Kertanegare, ki je iznakazil mongolske odposlance. Ker je le-ta prejšnje leto umrl, kraljevino vodi uzurpator Džajakatvang, medtem ko je Kertanegarov sin Raden Vidžaja zbežal na otok Maduro, kjer pričaka mongolsko invazijsko floto in Mongolom razloži novo politično situacijo ter začne kolaborirati z njimi proti uzurpatorju Džajakatvangu. ↓

- → Mongoli ujamejo Džajakatvanga, v trenutku zmagoslavja pa postanejo nepazljivi. Njihovo brezkrbnost izkoristi dotedanji kolaborator princ Raden Vidžaja, ki napade nezavarovan mongolski tabor. Kot da že tropske bolezni niso dovolj, demoralizirani Mongoli utrpe precejšnje izgube, vendar morajo zaradi prenehanja ugodnih monsunskih vetrov ostati v sovražni deželi še šest mesecev.
  - Kublajkan po vrnitvi kaznuje dva nepazljiva generala od treh, ki sta preglasovala previdnejšega tretjega, z javno osramotitvijo in delno razlastitvijo.
- Zmagovalec Raden Vidžaja razglasi kraljevino Madžapahit, ki je sčasoma prerasla v pomorski imperij, raztezujoč se preko današnje Indonezije in Malezije. 1309 ↔
- Zlata horda pod vodstvom Nogaj Kana in kana Tohte opustoši sosednje ruske kneževine.
- Kilikijska Armenija: kralj Hetum II. abdicira v korist brata Torosa III., vendar se iz samostana še naprej meša v politiko. 1295 ↔

### Ostalo
- 13. februar - Umre markiz Ferrare, član stranke gvelfov Obizzo II. d'Este. Nasledi ga sin Azzo VIII.
- 16. maj - Japonska: šogunsko prestolnico Kamakuro uniči močan potres. Žrtev je čez 30.000.
- 20. maj - Madrid: kastiljski kralj Sančo IV. ustanovi Univerzo Complutense.
- 14. december - Puč v Egiptu: dvorniki umorijo sultana Al-Ašrafa Halila. Zarotniki poskušajo sami prevzeti oblast, a jim to preprečijo umorjenemu sultanu zvesti mameluki, ki pučiste aretirajo in po hitrem postopku usmrtijo. Ker je umrli zapustil zgolj dve hčerki, mameluki za novega sultana nastavijo najmlajšega brata umrlega An-Nasirja Muhamada. Regentstvo prevzame vezir Al-Adil Kitbuga. 1294 ↔
- Rokavski preliv: pomorski incident med Francozi in Angleži, ki je povod za veliko žalitev francoskega kralja Filipa IV. nad angleškim kraljem Edvardom I.. Filip IV. namreč v diplomatski depeši imenuje Edvarda I. zgolj za vojvodo in ga s tem obravnava kot vazala. Zaradi težav s Škoti pa Edvardu ni do vojne in pošlje svojega brata Edmunda, da prepreči vojno in ohrani zaroko s sestro francoskega kralja Blanko. Filip IV. hoče sprovocirati Edvarda in si pridobiti angleško Gaskonjo. V zameno mu obljubi poroko z njegovo sestro in vrnitev Gaskonje kot del dote. 1294 ↔
  - Grofica Devona Isabella de Forz proda otok Wight angleškemu kralju Edvardu I. za 6.000 mark.
- Tretja švedska križarska vojna: švedski regent Torkel Knutsson vodi križarsko vojno proti poganski Kareliji, ki spada v novgorodsko interesno sfero. 1299 ↔
  - Začetek gradnje mesta Vyborg.
- Na Cipru umre veliki mojster vitezov hospitalcev Jean de Villiers. Nasledi ga Odon de Pins, 23. veliki mojster vitezov hospitalcev po seznamu.
- Sveti sedež: sedisvakanca → 1294
- Firenze: gvelfovske mestne oblasti izdajo edikt Ordinamenti di giustizia, v katerem gibelinom preprečijo zasedanje uradniških in upravniških služb v mestu.
  - Dante Alighieri napiše  v toskanščini mladostno viteško pesnitev La Vita Nuova.

## Rojstva
- 8. marec - Kitabake Čikafusa, japonski plemič, zgodovinar († 1354)
- 24. junij - Ivana Burgundska, francoska kraljica, regentinja († 1348)
- 28. november - Jesun-Timur, mongolski kan, cesar dinastije Yuan († 1328)
- 29. november - Matilda Hainauška, ahajska kneginja († 1331)
- Beatrika Kastiljska, princesa, portugalska kraljica († 1359)
- Edvard I., grof Bara († 1336)
- Irena Braunschweigovska, bizantinska cesarica, soproga Andronika III. († 1324)
- Jacopo Dondi dell'Orologio, italijanski astronom in urar († 1359)
- Jan van Ruysbroeck, flamski teolog, mistik  († 1381)
- Juda ben Mojzes Romano, italijanski judovski filozof in prevajalec  († 1330)
- Felim O'Connor, irski kralj Connachta († 1316)
- Filip V., francoski kralj († 1322)
- Filip VI., francoski kralj († 1350)
- Klementina Ogrska, francoska kraljica († 1328)

## Smrti
- 13. februar - Obizzo II. d'Este, markiz Ferrare (* 1247)
- 15. avgust - Capocchio, italijanski alkemist, heretik
- 14. december - Al-Ašraf Halil, egiptovski mameluški sultan (* 1262)
- David VI. Narin, gruzijski kralj Imeretija (* 1225)
- Francesco d'Accorso, italijanski pravnik (* 1225)
- Henrik Gentski, flandrijski teolog in filozof (* 1217)
- Jean de Villiers, veliki mojster vitezov hospitalcev
- Loderingo Andalò, italijanski gibelinski plemič (* 1210)
- Meir iz Rothenburga, nemški judovski pesnik, rabi (* 1220)
- Vilijem iz Rubrucka, flamski frančiškanski misijonar in popotnik (* 1220)